# Anorombato
Anorombato est une commune rurale malgache située dans le district de Manakara, dans la région Fitovinany.